# Seoci (Požega)
Seoci is een plaats in de gemeente Požega in de Kroatische provincie Požega-Slavonië. De plaats telt 94 inwoners (2001).